# Trygodes herbida
Trygodes herbida là một loài bướm đêm trong họ Geometridae.